# Achatinella spaldingi
† Achatinella spaldingi là một loài ốc sên hô hấp trên cạn, là động vật thân mềm chân bụng có phổi sống trên cạn thuộc họ Achatinellidae. Đây là loài đặc hữu của Hawaii. Loài này đã tuyệt chủng.